# James Sykes Gamble
James Sykes Gamble (2 juli 1847 - 16 oktober 1925) was een Engels botanicus die gespecialiseerd was in de flora van het Indiase subcontinent. Hij was de zoon van Harpur Gamble en werd opgeleid aan de Royal Naval School in New Cross, Magdalen College in Oxford, École nationale des eaux et forêts in Nancy. Hij zeilde in 1871 naar India om toe te treden tot de Imperial Forest Department en werd uiteindelijk directeur van de Forest School te Dehradun. In 1890 richtte Gamble de Forest School Herbarium op (hernoemd in Dehra Dun Herbarium in 1908), maar hij wordt het beste herinnerd door zijn werk A Manual of Indian Timbers. In 1911 trouwde hij met Gertrude Latter.
- Bibsys: 7070339
- Author citation (botany): Gamble
- CiNii: DA01405369
- Stuttgart Database of Scientific Illustrators 1450–1950: 3896
- Gemeinsame Normdatei: 1121427456
- International Standard Name Identifier: 0000 0001 0974 6691
- Library of Congress Control Number: n89644176
- Nederlandse Thesaurus van Auteursnamen: 169175286
- Réseau des bibliothèques de Suisse occidentale: 02-A013207016
- SNAC: w6f86r1f
- Système universitaire de documentation: 262580543
- Museum of New Zealand Te Papa Tongarewa: 52307
- Virtual International Authority File: 55759764
- WorldCat: E39PBJtMjt6dRcWyFbCrCgVXBP